# Monumento al Pescador de Salou

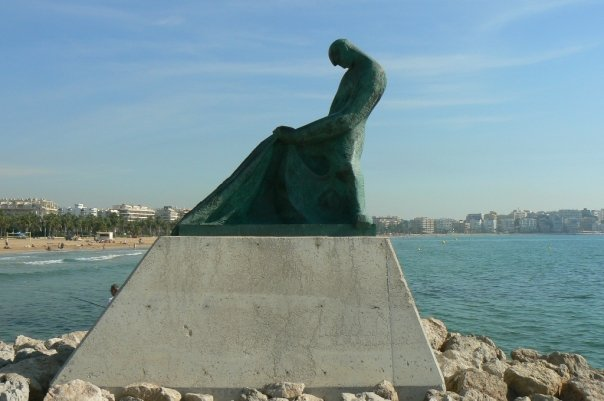
Monumento al pescador, situado en la localidad catalana de Salou.

El monumento al pescador de Salou es una escultura situada en el espigón del muelle del puerto del municipio catalán de Salou (Tarragona), ubicada encima de un pedestal de hormigón armado.

## Historia y simbología
El monumento fue erigido en el año 1990, un año después de que el Tribunal Supremo mediante sentencia decretara la segregación de Salou del municipio de Vilaseca y su consiguiente independencia administrativa de dicho municipio y simboliza las raíces marineras de Salou. En la estatua hay una inscripción que dice así: 

Amb l'esforç de tot un poble
(traducción al español: Con el esfuerzo de todo un pueblo)

## Autoría
La obra fue creada por el escultor catalán Ramon Ferràn i Pagès, nacido en Reus (Tarragona) en el año 1927.

## Enlaces wikipédicos
- Salou
- Torre Vella de Salou